# ディス・ヒート
ディス・ヒート（This Heat）は、イギリスのポストパンク・バンド。1976年にロンドンのブリクストンにて結成、1982年に解散した。

## 概要
グループが結成された1976年からファースト・アルバムが発表された1979年にかけてのイギリスのミュージック・シーンは、アート・ロックやグラム・ロック等から、パンク・ロックやニュー・ウェイヴへの大きな転換期にあたる。そのような時代にバンドはダブ、フリーミュージック、ノイズミュージックなどの要素を持ちつつそれらを肉感的なバンドサウンドと合わせて表現し、当時の既成ジャンルにカテゴライズし難い独自の音楽を展開していた。メンバーはプログレッシブ・ロックや民族音楽に関わりを持っていたこともあるが、バンドの音楽性自体はカンやスロッビング・グリッスル、リー・ペリーなどから影響を受けている。

## 経歴
1977年初頭にラジオDJジョン・ピールによってデモ・テープが流され、これがバンド初のラジオ出演となった。デモ・テープはキャンバーウェルにあるチャールズ・ヘイワードの実家で録音された。制作にはガーナ人パーカッション奏者のマリオ・ディクローが参加。ディクローは1982年にバンドと共にカセットをリリースした。
デビュー・アルバムの『ディス・ヒート』を1979年8月にリリース。この作品の音源は1976年の2月から1978年の9月に渡り、様々なスタジオで収録された。テープループやポスト・プロダクションをプリミティヴな方法論で多用（「24 Track Loop」では2本のマスターテープをループ）し、部屋中に大量のマイクを配置して録音した結果、密度が高く、異様な雰囲気の音景を作りあげた。
1980年にはEP『Health and Efficiency』を発表。この曲ではそれまでよりもロック・サウンドに接近した。
スタジオでのラスト・アルバムとなった『偽り (ディシート)』を1981年にリリース。レゲエ・ミキサーであるマーティン・フレデリックの協力を得て製作された。商業的には成功しなかったものの、パンクやワールドミュージックの要素を取り込んだ創造的な内容により、ジョイ・ディヴィジョンの『クローサー』、ワイヤーの『チェアーズ・ミッシング』、P.I.Lの『メタルボックス』などと並ぶポストパンクの代表作と看做されている。
1982年のヨーロッパ・ツアー後にウィリアムズが脱退してインドへ向かったため、バンドは解散した。ヘイワードはツアーメンバーと共にキャンバーウェル・ナウを結成、ディス・ヒートに加えて様々な音楽性を盛り込む貪欲さで活動を継続。政治的な主張や詩作を中心としたソロ活動の他、元ヘンリー・カウのフレッド・フリス、マテリアルのビル・ラズウェルらによるマサカーにフレッド・マーの後任として加入している。バレンはソロで活動を行い、1983年にレコードを製作。1998年にはサーケイディアン・リズムという名義でアルバムをリリースした。ウィリアムズはフレーミング・チューンズを結成し、カセットにて作品を製作。ディス・ヒート時代とは異なった音楽性を発揮した。この作品は2009年中頃にCD化された。
未発表音源を集めたアルバム『Repeat』が1993年に発表された。また、ボックスセットの『Out of Cold Storage』が2006年に発売。これには既発の作品の他、未発表のライブ音源（CDタイトルは『Live 80/81』）も収録されている。
解散から20年近く経った2001年12月にウィリアムズを含めたメンバーが集結し、リハーサルを行った。しかし、直後にウィリアムズが癌によって死去したため、オリジナル・メンバーによる再結成は果たされなくなった。

## メンバー
- チャールズ・ヘイワード (Charles Hayward) - ドラムス等
- チャールズ・バレン (Charles Bullen) - ギター等
- ギャレス・ウィリアムズ (Gareth Williams) - ベース等

## ディスコグラフィ

### スタジオ・アルバム
- 『ディス・ヒート』 - This Heat (1978年)
- 『偽り』 - Deceit (1981年) ※「ディシート」のルビ

### EP
- Health And Efficiency (1980年)
- The Peel Sessions (1988年)

### コンピレーション・アルバム
- Made Available (1996年) ※『The Peel Sessions』のボーナストラック追加再発盤
- Out of Cold Storage  (2006年) ※6枚組ボックス・セット

### その他のリリース
- This Heat with Mario Boyer Diekuuroh (1982年) ※アルベール・マルクールとのスプリット・カセット
- Live In Krefeld (1986年) ※カセット
- Repeat (1993年) ※未発表音源集